# Красная Гора (Шатурский район)
Красная Гора — посёлок в Шатурском муниципальном районе Московской области. Входит в состав городского поселения Черусти. Население — 0 чел. (2010).

## Расположение
Посёлок расположен в пределах Мещёрской низменности, относящейся к Восточно-Европейской равнине, на высоте 130 м. Рельеф местности равнинный. Со всех сторон посёлок окружает лесной массив, относящийся к комплексному заказнику «Черустинский лес».
Расстояние до МКАД порядка 161 км, до районного центра города Шатуры — 40 км, до Черустей — 6 км.
До посёлка можно добраться по грунтовой дороге от посёлка Черусти на севере или деревни Перхурово на юге. Кроме того, есть грунтовая дорога на восток к рекам Тасе и Буже.

## История
В 1906 году в работе И. И. Проходцова «Населённые места Рязанской губернии» упоминается лесная сторожка Красная Гора Лекинской волости Егорьевского уезда.
В 1930-х годах образовался посёлок для лесозаготовок. Для рабочих были построены землянки, позже деревянные бараки. До 1936 года действовала узкоколейная железная дорога до Тасино.
В советское время в посёлке был лесхоз, питомник для выращивания саженцев леса, магазин, баня, пекарня и четырёхклассная школа. После ликвидации леспромхоза в 1980-х годах, посёлок начал разрушаться. Жители покинули его в начале 1990-х годов.
До 2004 года посёлок находился в административном подчинении рабочего поселка Черусти, а в сентябре 2004 года включён в Пустошинский сельский округ. В результате реформы местного самоуправления 2006 года посёлок вошёл в состав городского поселения Черусти.

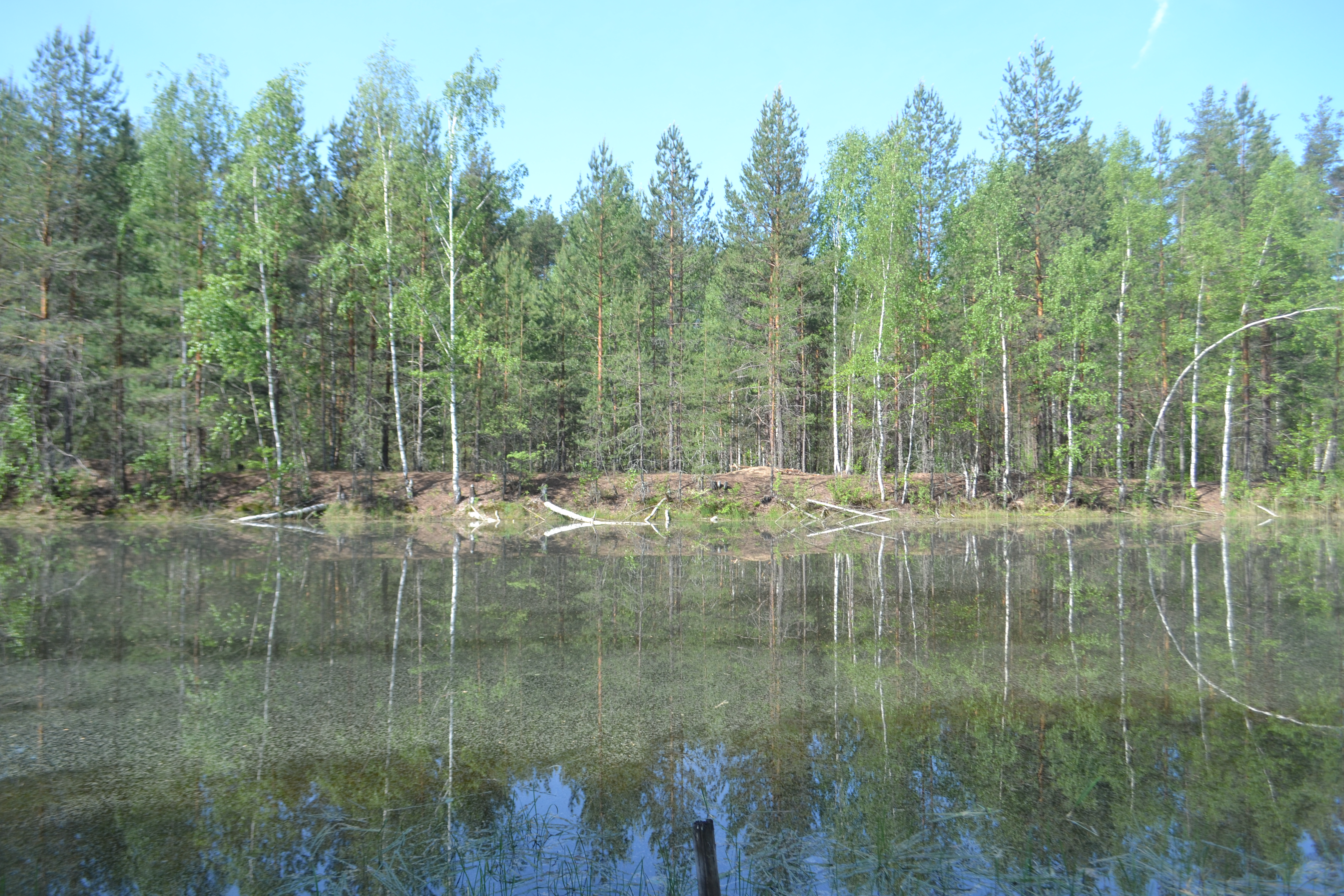
Пруд вблизи посёлка Красная гора (Шатурский район)

На 2013 год в посёлке не осталось ни одного дома. Территория посёлка отнесена к землям лесного фонда.
Заброшенный посёлок привлекает туристов, которые разбивают палатки около пруда в 1 км к востоку от посёлка.

## Население
В 1905 году в сторожке Красная Гора проживало 5 человек (4 мужчины, 1 женщина). В 1978 году в посёлке в 22 дворах проживало 120 человек, в 1993 году в 3 дворах было 15 человек.
| 1905 | 1993 | 2010 |
| ---- | ---- | ---- |
| 5    | ↗15  | ↘0   |